# Papa Roachs diskografi
Följande sida visar all diskografi för det kaliforniska rockbandet, Papa Roach.

## Utgviningar på större skivbolag
| År   | Album                                      | USA | UK  | Bolag              | Status     |
| ---- | ------------------------------------------ | --- | --- | ------------------ | ---------- |
| 2000 | Infest                                     | #5  | #9  | Dreamworks Records | 3x Platina |
| 2002 | lovehatetragedy                            | #2  | #4  | Dreamworks Records | Guld       |
| 2004 | Getting Away with Murder                   | #17 | #30 | Geffen Records     | 1x Platina |
| 2006 | The Paramour Sessions                      | #16 | #61 | Geffen Records     | 400,000+   |
| 2008 | Metamorphosis                              | #8  | #42 | Geffen Records     | -          |
| 2010 | Time for Annihilation                      | #23 | #71 | Eleven Seven       | -          |
| 2012 | The Connection                             | #17 | #37 | Eleven Seven       | -          |
| 2015 | F.E.A.R                                    |     |     | Eleven Seven       |            |
| 2015 | F.E.A.R (Commentary)                       |     |     |                    |            |
| 2015 | F.E.A.R (Deluxe Edition)                   |     |     |                    |            |
| 2017 | Crooked Teeth                              |     |     | Eleven Seven       |            |
| 2017 | Crooked Teeth (Deluxe Edition)             |     |     |                    |            |
| 2019 | Who Do You Trust?                          |     |     | Eleven Seven       |            |
| 2020 | 20/20                                      |     |     |                    |            |
| 2021 | Greatest Hits Vol.2 The better noise years |     |     |                    |            |
| 2022 | Ego Trip                                   |     |     | New Noize          |            |
| 2023 | Ego Trip(Deluxe)                           |     |     |                    |            |

## Singlar
| År   | Titel                        | Listpositioner        | Listpositioner         | Listpositioner             | Listpositioner | Listpositioner | Album                    |
| År   | Titel                        | USA Billboard Hot 100 | USA Modern Rock Tracks | USA Mainstream Rock Tracks | Storbritannien | Tyskland       | Album                    |
| ---- | ---------------------------- | --------------------- | ---------------------- | -------------------------- | -------------- | -------------- | ------------------------ |
| 2000 | "Last Resort"                | 57                    | 1 (7 veckor)           | 4                          | 3              | 4              | Infest                   |
| 2001 | "Between Angels and Insects" | -                     | 16                     | 27                         | 17             | 94             | Infest                   |
| 2001 | "Broken Home"                | 72                    | 9                      | 18                         | -              | 34             | Infest                   |
| 2002 | "She Loves Me Not"           | 76                    | 5                      | 3                          | 14             | 47             | Lovehatetragedy          |
| 2002 | "Time and Time Again"        | -                     | 33                     | 26                         | 54             | -              | Lovehatetragedy          |
| 2004 | "Getting Away with Murder"   | 69                    | 4                      | 2                          | 45             | 38             | Getting Away with Murder |
| 2004 | "Scars"                      | 15                    | 2                      | 4                          | -              | 82             | Getting Away with Murder |
| 2005 | "Take Me"                    | -                     | 23                     | 11                         | 52             | -              | Getting Away with Murder |
| 2006 | "...To Be Loved"             | 118                   | 14                     | 8                          | -              | -              | The Paramour Sessions    |
| 2007 | "Forever"                    | 55                    | 2                      | 2                          | -              | -              | The Paramour Sessions    |
| 2007 | "Time Is Running Out"        | -                     | 17                     | 15                         | -              | -              | The Paramour Sessions    |
| 2008 | "Reckless"                   | -                     | -                      | 40                         | -              | -              | The Paramour Sessions    |
| 2008 | "Courageous"                 | -                     | -                      | -                          | -              | -              | Metamorphosis            |
| 2009 | Naked and Fearless           |                       |                        |                            |                |                | Metamorphosis            |

## Independent Releaser
| År   | Titel                        | Typ | Format     | Bolag                |
| ---- | ---------------------------- | --- | ---------- | -------------------- |
| 1994 | Potatoes for Christmas       | EP  | CD/Kassett | dB Records           |
| 1995 | Caca Bonita                  | EP  | Kassett    | dB Records           |
| 1997 | Old Friends from Young Years | LP  | CD         | Self-Released        |
| 1998 | 5 Tracks Deep                | EP  | CD         | B2 Records           |
| 1999 | Let 'Em Know                 | EP  | CD         | Limited Pressed Demo |
| 2004 | The Rolling Stone Live       | EP  | Itunes     | Itunes released      |
| 2007 | Live Session EP              | EP  | Itunes     | Itunes released      |

## DVD:er
| År   | Album                       | Bolag          |
| ---- | --------------------------- | -------------- |
| 2005 | Live & Murderous in Chicago | Geffen Records |

## Andra framträdanden

### Soundtracks
- 2000 – "Last Resort" – använd i Ready to Rumble
- 2000 – "Dead Cell" – använd i The Skulls
- 2001 – "Blood Brothers" – använd i The One
- 2001 – "Last Resort" – använd i The One
- 2002 – "Dead Cell" – använd i Queen of the Damned
- 2003 – "Don't Look Back" – använd i Biker Boyz
- 2003 – "Broken Home" – använd i A Man Apart
- 2004 – "Anxiety" – använd i You Got Served
- 2005 – "Blood (Empty Promises)" – använd i Saw 2

### TV-serier
- 2002 – "Life Is A Bullet" – använd i Sopranos-avsnittet "The Strong, Silent Type"
- 2004 – "Getting Away With Murder" – använd i WWE Tough Enough
- 2004 – "Getting Away With Murder" – använd i CSI: Miami
- 2006 – "...To Be Loved" – nuvarande RAW-låten
- 2006 – "Take Me" – använd i Prison Break

### TV-spel
- 2000 – "Blood Brothers" – använd i Tony Hawk's Pro Skater 2
- 2001 – "Dead Cell" – använd i Shaun Palmer's Pro Snowboarder
- 2002 – "Never Enough" – använd i Gran Turismo 3
- 2003 – "M-80" – använd i Amplitude
- 2003 – "She Loves Me Not" – använd i NHL 2003
- 2004 – "Not Listening" – använd i NHL 2005
- 2004 – "Not Listening" – använd i NASCAR 2005
- 2004 – "Getting Away With Murder" – använd i Gran Turismo 4
- 2004 – "Not Listening" – använd i Gran Turismo 4
- 2004 – "Getting Away With Murder" – använd i Mech Assault 2
- 2006 – "Not Listening" – använd i FlatOut 2
- 2006 – "Blood Brothers" – använd i FlatOut 2

### Gästframträdanden
- 2003 – "Anxiety" – Black Eyed Peas' album, Elephunk
- 2003 – "Conquer the World" – Die Trying's album, Die Trying
- 2003 – "Oxygen's Gone" – Videon till Die Trying's singel
- 2003 – "Come Apart" – Reach 454's album, Reach 454
- 2003 – "Don't Look Back" – Biker Boyz's soundtrack (feat. N.E.R.D.)
- 2005 – "Forever in Our Hearts" – Tsunami Relief singel
- 2007 – "Americans" – X-Clan's album "Return from Mecca"
- TBD – "The Phoenix & The Fall" – Fight of Your Life's album; ex Reach 454
- 2007 – "Forgot How to Love" – Mams Taylor

### Covers
- "Naked in Front of the Computer" – Faith No More cover, inspelad för lovehatetragedy
- "Gouge Away" – Pixies cover, inspelad för lovehatetragedy
- "Gentle Art of Making Enemies" – Faith No More cover; spelad live av Papa Roach några gånger, aldrig inspelad
- "Lithium" – Nirvana cover; spelad live, aldrig inspelad
- "Lose Yourself" – Eminem cover; spelad live (spelar endast refrängen, under "Broken Home"), aldrig inspelad
- "Sex Type Thing" – Stone Temple Pilots cover; spelad live, aldrig inspelad
- "Cocaine" – cover på "Feel Good Hit of the Summer" av Queens of the Stone Age; spelad live, aldrig inspelad
- "Sweet Emotion" – Aerosmith cover; aldrig inspelad, spelad på MTV
- "Crazy" – Seal cover; spelad live, aldrig inspelad